# من و زرافه و پلی
من و زرافه و پلی یکی از آثار کودک نویسندهٔ انگلیسی، رولد دال است که در سال ۱۹۸۵ چاپ گردید.

## خلاصهٔ داستان
بیلی یک روز خانهٔ چوبی وقدیمی عجیب و غریبی را نزدیکی منزل خود می‌بیند که روی شیشهٔ آن نوشته شده:قنادی.
چند روز بعد روی شیشه نوشتهٔ دیگری به چشم می‌خورد:فروشی.
یک روز صبح نوشتهٔ فروشیپاک شد و به جای آن نوشته شد:فروخته شد.
روز دیگری نوشتهٔ جدیدی جایگزین جملات پیشین می‌شود:شرکت شیشه پاک کنی بدون نردبان!
بیلی متوجه می‌شود که شرکت شیشه پاک کنی از یک زرافه، یک پیکان به اسم پلی و یک میمون تشکیل شده. آنها بیلی را به عنوان مدیر برنامه‌هایشان استخدام می‌کنند. یک نفر از طرف دوک همپشایر مأمور دعوت کردن گروه شیشه پاک کنی می‌شود. دوک ثروتمندترین مرد انگلستان است. آنها به قصر دوک می‌روند و در کنار تمیز کردن شیشه‌های خانهٔ دوک، سارق جواهرات کنتس، همسر دوک می‌شوند. همهٔ اینها ماجراهایی به دنبال دارند…

## اطلاعات کتاب
- نویسنده:رولد دال
- مترجم:محبوبه نجف خانی
- تصویرگر:کوئنتین بلک
- ناشر در ایران:انتشارات افق

شابک:ISBN 964-369-082-2